# Wyroby powroźnicze

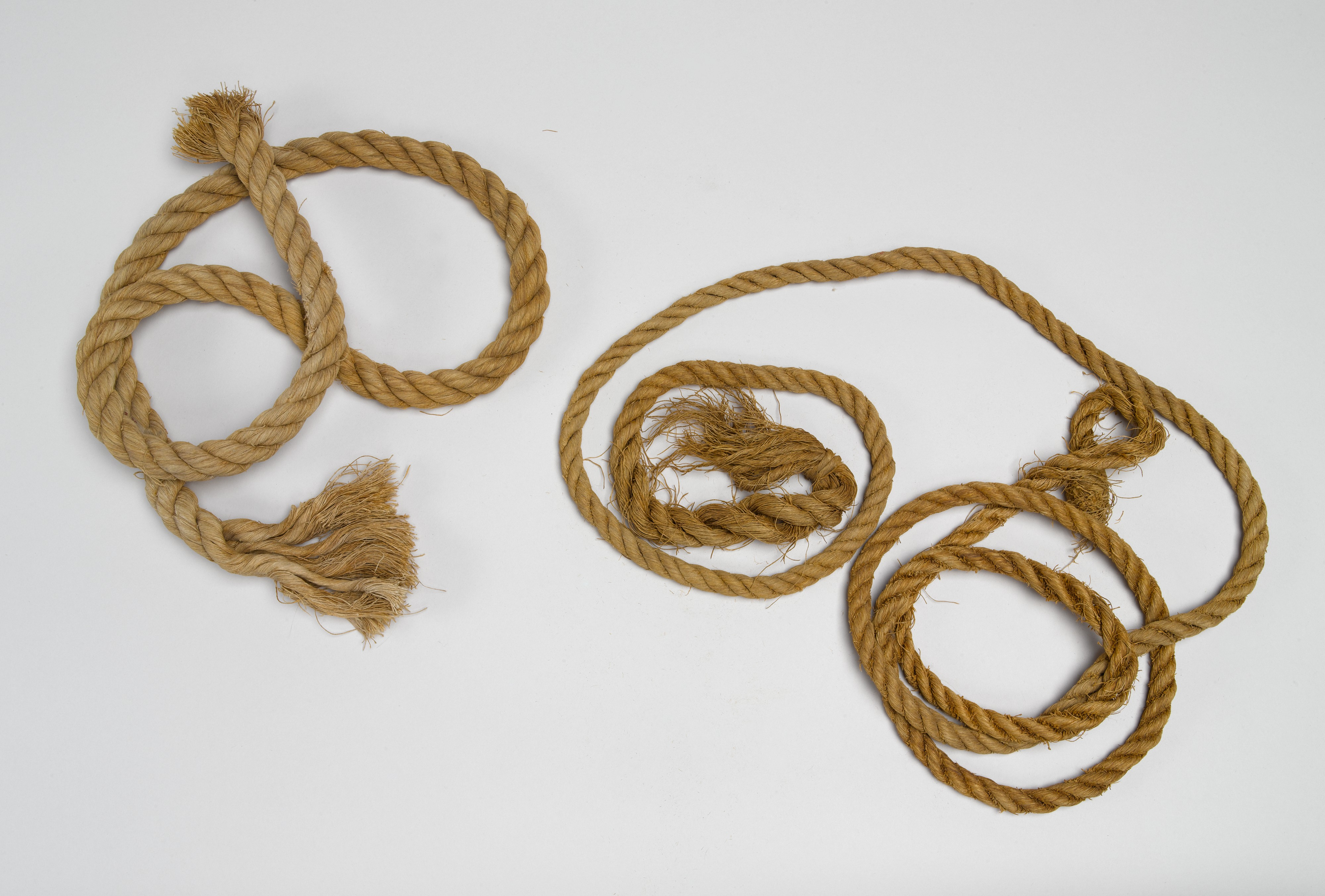
Lniany powróz z ok. 2030–1640 r. p.n.e., Starożytny Egipt

Wyroby powroźnicze – wyroby wytwarzane z żyły splecionej z włókien lnu, konopi lub sizalu.
Wyroby powroźnicze powstają przez skręcenie lub splecenie kilku oddzielnych żyłek przędzy. Wyróżnia się wyroby pojedyncze i kablowe, w zależności od liczby użytych żył. Rzemieślnik wytwarzający wyroby powroźnicze to powroźnik.